# Форт Самнер (Њу Мексико)
Форт Самнер (енгл. Fort Sumner) град је у америчкој савезној држави Њу Мексико.

## Демографија
По попису из 2010. године број становника је 1.031, што је 218 (-17,5%) становника мање него 2000. године.
| Група             | 2000.       | 2010.       |
| Белци             | 623 (49,9%) | 441 (42,8%) |
| Афроамериканци    | 0 (0,0%)    | 1 (0,1%)    |
| Азијати           | 1 (0,1%)    | 0 (0,0%)    |
| Хиспаноамериканци | 603 (48,3%) | 563 (54,6%) |
| Укупно            | 1.249       | 1.031       |